# カンデラリア教会虐殺事件

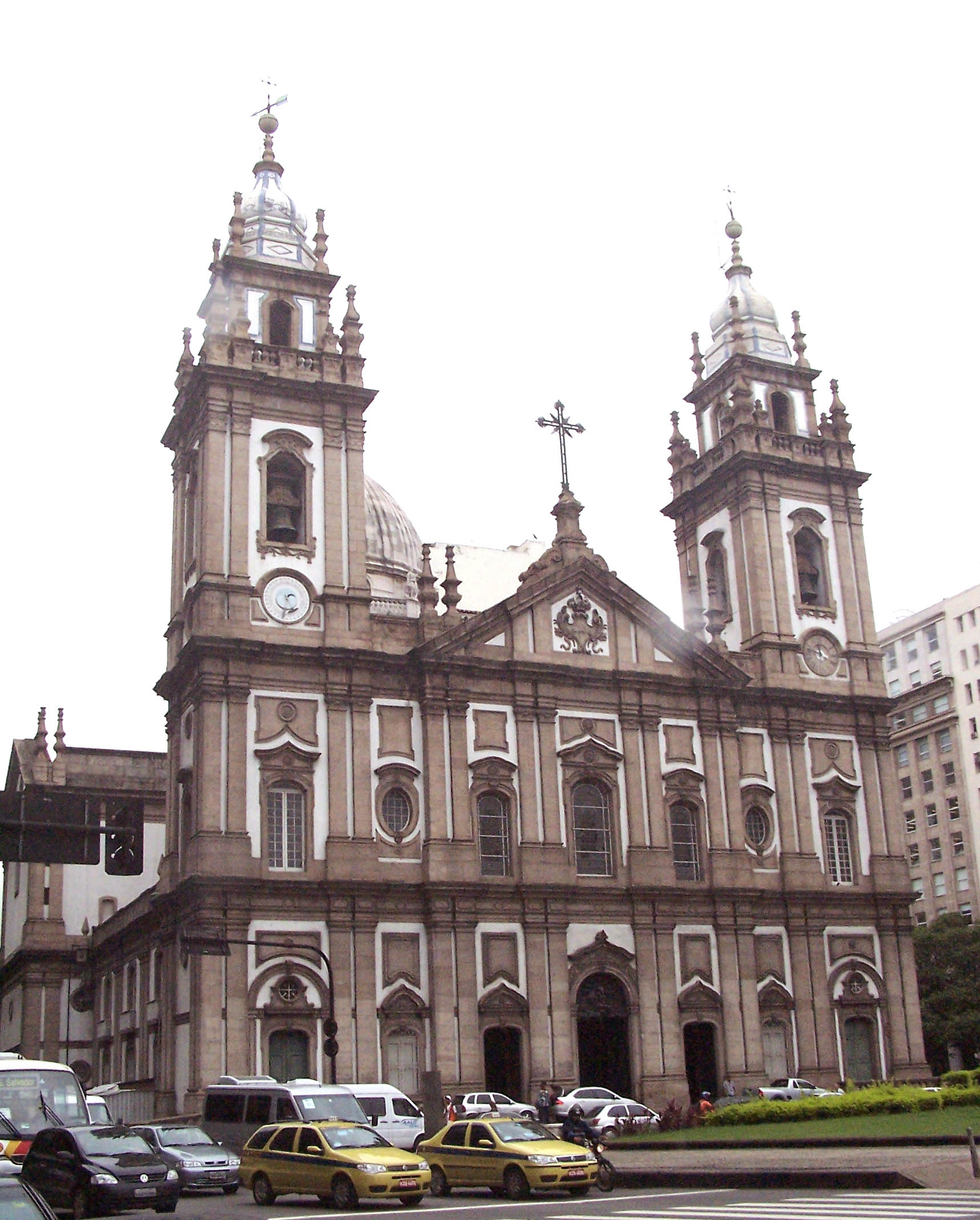
カンデラリア教会

カンデラリア教会虐殺事件（ポルトガル語: Chacina da Candelária、英語: Candelária massacre、カンデラリアきょうかいぎゃくさつじけん）は、1993年7月23日、ブラジル・リオデジャネイロのカンデラリア教会で、8人のモレーキ・ジ・フア（ストリートチルドレン）が警官を含むグループに射殺された大量殺人事件である。刑事司法判決は2人のみ有罪とされた。

## 事件の背景と反響
カンデラリア教会（ローマ・カトリック）は、多くが違法薬物売買、売春などに関わった、家のない子どもたちの簡易宿泊所の機能を持っていて、食料、シェルター、教育、宗教指導などの援助を行っていた。
事件前日の朝、子どもたちはパトカーに投石。
夜中、教会の前に停車した数台の車のグループは子どもたちのグループ（約70名）に発砲。8人が死亡。数名が負傷。なおこれは、現場に駆けつけたイヴォネ（子どもたちの救護活動を長年行っていた）の証言であり、彼女は実際は何人殺されたのかも不明であると述べている。当時のマスコミ発表では6名死亡と伝えられた。
リオデジャネイロは国際的観光都市で知られるが、長年のインフレなどによる国家的な経済不安定の影響下から、このような路上生活をする少年や犯罪行為に走る少年たちが問題視されていた。またこのような犯罪行為に走る少年があとを断たないことから、地域や社会から不満の声が根強かった。その後、警察および関係者により路上生活者への「取締り」や「補導」を名目とする暴力行為が次第に明るみに出るも、商店主や地主らのシンパから保釈金のカンパや警官側に有利な裁判への証言があり、無罪として釈放となったこともあった。またリオには「死の部隊」と呼ばれるグループがあり、商店主らは治安悪化などで観光客などの客足が伸び悩むことから、給料の安い警官や元警官などがこうした依頼を受けて路上生活者に言葉巧みに近づいて車内や人気のない場所で暴行や殺人を行っている。したがって、それらを偶然目撃した一般市民も多くを語らない。
国際社会はこの事件を非難、子どもたちに発砲したグループは起訴される。
リオ地裁は、元警官マルクス・ビニシウス・エマヌエル被告（29歳）に禁錮309年の有罪判決を言い渡した。

## 死亡者
- パウロ・ロベルト・デ・オリヴェイラ、11歳

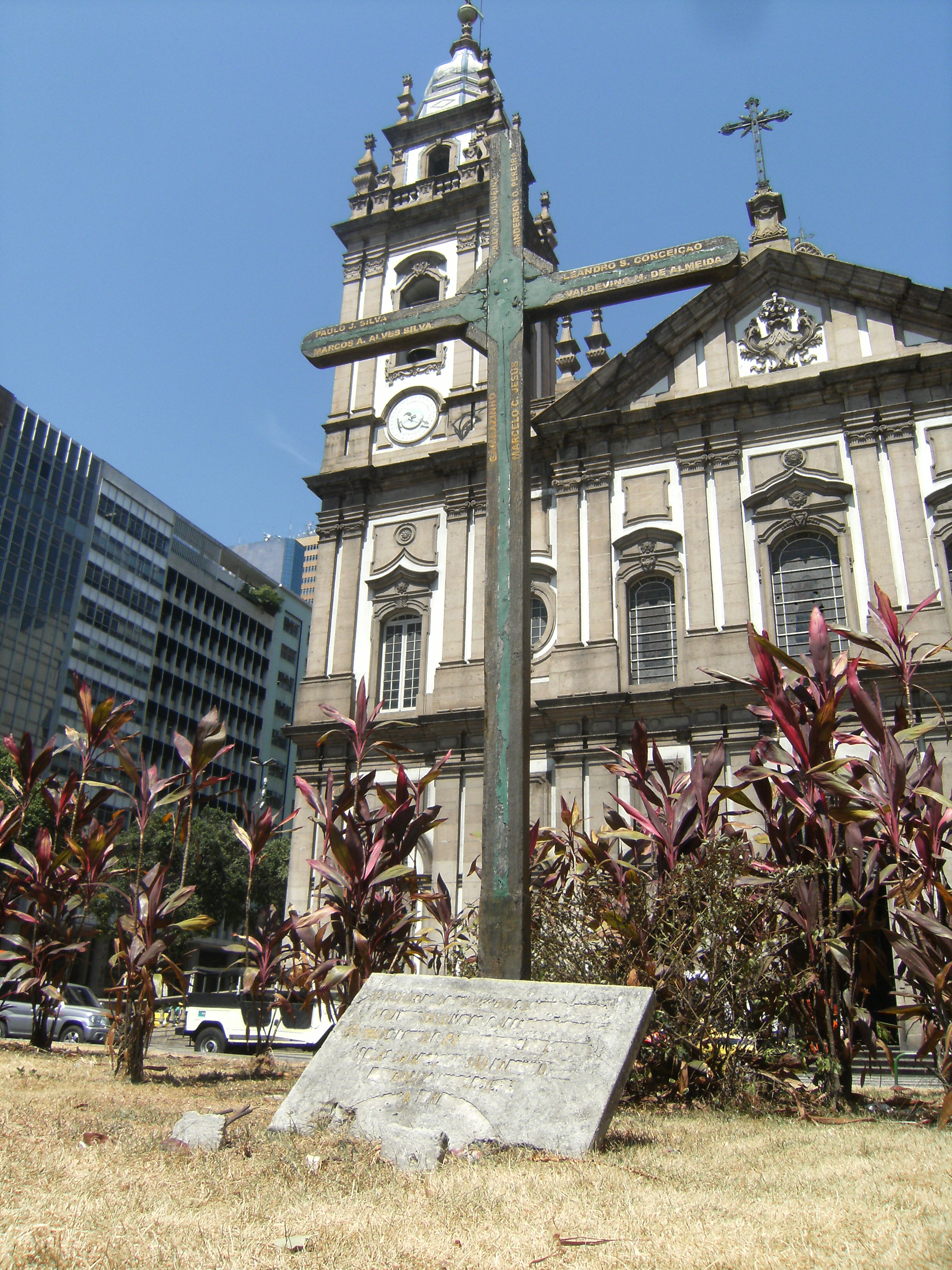
虐殺事件を悼む十字架。犠牲者の名前が十字架に刻まれている。

- アンダーソン・デ・オリヴェイラ・ペレイラ、13歳
- マルセロ・カンディド・デ・ジェズス、14歳
- バルデビーノ・ミゲル・デ・アルメイダ、14歳
- 「リトル・スカンク」、17歳
- レアンドロ・サントス・ダ・コンセイソン（「ノジェント」）、17歳
- パウロ・ホセ・ダ・シルバ、18歳
- マルコス・アントニオ・アウベス・ダ・シルバ、19歳

## 事後
62名が生存したと推測され、ソーシャル・ワーカーは子どもたちのその後を調査。うち39名は路上生活の環境により死亡。

### サンドロ・ロサ・ド・ナシメントと、バス174
生存者の一人、サンドロ・ロサ・ド・ナシメント は、2000年6月12日、リオデジャネイロバスジャック事件を起こす。事件はテレビで生中継されたが、ナシメントは、カンデラリア教会虐殺も含め、如何にブラジルの刑事司法制度が貧困層に不当であるかを訴えた。
彼の生涯と、この事件の調査は映画『バス174』にまとめられている。
また、このバス174を元にナシメントに視点を置いた映画『シティ・オブ・マッド』（原題：Última parada174）が本国ブラジルでは2008年の10月24日に公開されている。原作がナシメントを取り巻く社会の構造を中心に描いたものであったのに対し、今作はナシメントを中心とした一つの物語として成り立つように制作されている。

## 参考図書
- 「リオの路上から・イヴォネと子供たち」（イヴォネ・ベザーハ・ヂ・メロ著、宮川智恵子訳、丸善プラネット）
- 「風みたいな、ぼくの生命・ブラジルのストリートチルドレン」（ジルベルト・ディメンスタイン著、神崎牧子訳、現代企画室）